# Heuvelland
Heuvelland è un comune belga di 7 856 abitanti, situato nella provincia fiamminga delle Fiandre Occidentali.  In neerlandese Heuvelland: "heuvel" (collina) e "land" (paese). Dunque Heuvelland significa: il paese delle colline.